# Max Ohnefalsch-Richter
Max Ohnefalsch-Richter (Sohland am Rotstein, 7 avril 1850-Berlin, 6 février 1917) est un archéologue prussien.

## Biographie
Il fouille à Chypre dès 1878 et, officiant pour le gouvernement britannique, dirige les travaux du site de Kition. Il collabore avec John Linton Myres à l'édition des résultats des fouilles de Chypre et rédige le catalogue du musée de l'île. 

## Travaux
- Repertorium für Kunstwissenschaft, 1886
- The Cyprus Museum Catalogue, avec J. L. Myres, 1899